# Deti veka
Deti veka é um filme de drama russo de 1915 dirigido por Yevgeni Bauer.

## Enredo
O filme fala sobre um banqueiro de sucesso que se apaixona por Maria Nikolaevna, esposa de um de seus empregados, e ela por sua vez é tentada pela riqueza do banqueiro.

## Elenco
- Arsenii Bibikov...	Lebedev
- V. Glinskaya...	Lidiya Verkhonskaya
- Ivan Gorskiy
- Vera Kholodnaya...	Maria
- S. Rassatov